# Respicientes
Respicientes (Latijn voor terugkijkend) was een encycliek van paus Pius IX, uitgevaardigd op 1 november 1870, waarmee hij heftig protesteerde tegen de inname van de stad Rome door Italiaanse troepen.

## Voorgeschiedenis
Op 17 maart 1861 werd het koninkrijk Italië uitgeroepen. Via volksraadplegingen in o.a. Emilia en Umbrië eigende de nieuwe Italiaanse regering zich in de periode 1861-1869 de gebieden van de Kerkelijke Staat toe. Op 20 september 1870 volgde de inname van de stad Rome, die als hoofdstad van de nieuwe Italiaanse staat werd uitgeroepen. Het was door dit verlies dat Pius IX zich zag als de gevangene van het Vaticaan.
Iedere dag worden we op wrede wijze aan onze gevangenschap herinnerd en ons verlies aan vrijheid
Voor Pius IX was de wereldlijke macht van de paus een noodzaak omdat hij zo in staat was spirituele taken in alle vrijheid en veiligheid uit te voeren.

## Encycliek
Pius IX begon zijn encycliek met een terugblik en de apostolische brieven en encyclieken die hij aan dit onderwerp gewijd had. De diverse volksraadplegingen in de Italiaanse gebieden waren in zijn ogen gemanipuleerd en hadden de kerk in een kwaad daglicht gesteld. Ondanks dat de Italiaanse koning toenadering had gezocht tot de paus en zijn trouw aan de katholieke kerk had toegezegd, was hij toch overgegaan tot de inname van de kerkelijke hoofdstad.
In paragraaf 10 van de encycliek schetste de paus een beeld van alle misstanden die begaan waren tegen de kerk: leugenachtige publicaties, spotprenten. Aan deelnemers van de inname van Rome waren onderscheidingen uitgereikt, terwijl zij in de ogen van de paus grote misdaden hadden begaan, waaronder mishandeling van geestelijken en het ontheiligen van kerkelijke gebouwen waaronder het Palazzo del Quirinale.
In het slotgedeelte van de encycliek wees Pius IX erop, dat op basis van het kerkelijk recht, hij niet anders kon dan alle deelnemers aan deze verovering te excommuniceren. Toch stond hij open voor vergeving, indien alle acties teruggedraaid zouden worden.

## Nasleep
In 1871 zocht de Italiaanse regering toenadering tot de Heilige Stoel. Via de Garantiewet van 13 mei 1871 werd de soevereiniteit van de paus erkend en een financiële tegemoetkoming aangeboden van 750.000 lire. Het verlies van het kerkelijk territorium werd echter gehandhaafd. Pius IX wees dit compromis resoluut van de hand.
Deze afwijzende houding ten opzichte van de Italiaanse regering had ook gevolgen voor de internationale betrekkingen tussen het Vaticaan en andere, voornamelijk katholieke, landen. Pius IX en zijn opvolgers weigerden bijvoorbeeld vorsten te ontvangen, die loyaal stonden ten opzichte van het Italiaans koningshuis
De Romeinse kwestie zou pas in 1929 onder paus Pius XI worden opgelost door de ondertekening van de Lateraanse Verdragen. Hiermee werd de soevereiniteit van Vaticaanstad erkend en werd aan het Vaticaan een schadeloosstelling betaald van 1,75 miljard lire. Ook werd de positie van de kerk verbeterd; het katholicisme werd de staatsgodsdienst.